# Nati nel 1914/Marzo
| Questa pagina contiene informazioni ricavate automaticamente dalle voci biografiche con l'ausilio del template Bio e di un bot. L'aggiornamento è periodico e automatico e ricostruisce completamente la pagina. Se manca una persona in questa lista, sei pregato di non aggiungerla, ma accertati piuttosto che la sua voce biografica contenga il template Bio e che i dati anagrafici siano correttamente compilati. Se il template Bio manca, inseriscilo tu stesso o, in alternativa, metti l'avviso {{tmp\|Bio}} che ne segnala la mancanza. Se i dati riportati sono sbagliati, correggi direttamente la voce biografica; le modifiche saranno visibili in questa lista entro pochi giorni. Per chiarimenti vedi il progetto biografie. La lista contiene solo le 162 persone che sono citate nell'enciclopedia e per le quali è stato implementato correttamente il template Bio. Pagina aggiornata al 18 ago 2025. |

- 1º marzo - Bianca Ambrosetti, ginnasta italiana († 1928)
- 1º marzo - Sarita Colonia, peruviana († 1940)
- 1º marzo - Barrett Deems, batterista statunitense († 1998)
- 1º marzo - Ralph Waldo Ellison, scrittore, saggista e critico musicale statunitense († 1994)
- 1º marzo - Dario Galli, poeta italiano († 1977)
- 1º marzo - Viljo Heino, mezzofondista finlandese († 1998)
- 1º marzo - Mauk Weber, calciatore olandese († 1978)
- 1º marzo - Athos Zontini, calciatore, velocista e mezzofondista italiano († 1992)
- 2 marzo - Claudio Andreani, architetto e urbanista italiano († 2005)
- 2 marzo - Marzio Bernardinetti, politico italiano († 2008)
- 2 marzo - Louis Chaillot, pistard francese († 1998)
- 2 marzo - Ángel Grippa, calciatore argentino
- 2 marzo - James Robert Knox, cardinale e arcivescovo cattolico australiano († 1983)
- 2 marzo - Enzo Magni, fumettista italiano († 1981)
- 2 marzo - Martin Ritt, regista, produttore cinematografico e commediografo statunitense († 1990)
- 3 marzo - Július Bešina, calciatore slovacco († 1988)
- 3 marzo - Filippo Bonavitacola, militare italiano († 1944)
- 3 marzo - Teofilo Camomot Bastida, arcivescovo cattolico filippino († 1988)
- 3 marzo - Lorenzo Guerrini, scultore italiano († 2002)
- 3 marzo - Charlotte Henry, attrice statunitense († 1980)
- 3 marzo - Asger Jorn, pittore danese († 1973)
- 4 marzo - Robert Bice, attore statunitense († 1968)
- 4 marzo - Gino Colaussi, calciatore e allenatore di calcio italiano († 1991)
- 4 marzo - Mario Formenton, calciatore italiano
- 4 marzo - Ward Kimball, animatore statunitense († 2002)
- 4 marzo - Sulo Salmi, ginnasta finlandese († 1984)
- 4 marzo - Robert Rathbun Wilson, fisico e scultore statunitense († 2000)
- 5 marzo - Salvatore Mastroieni, mezzofondista italiano († 1996)
- 6 marzo - Domenico Cernecca, linguista italiano († 1989)
- 6 marzo - Vjekoslav Luburić, militare croato († 1969)
- 6 marzo - Salvatore Moriconi, militare italiano († 1938)
- 6 marzo - Herbert Panse, calciatore tedesco († 1980)
- 6 marzo - Werner Pötschke, militare tedesco († 1945)
- 7 marzo - Morton DaCosta, regista, sceneggiatore e attore statunitense († 1989)
- 7 marzo - Jacques Jomier, presbitero, religioso e islamista francese († 2008)
- 7 marzo - Alessandro Reggiani, politico e avvocato italiano († 1993)
- 7 marzo - Tommy Wonder, ballerino, attore e coreografo statunitense († 1993)
- 7 marzo - Takeo Yoshikawa, agente segreto giapponese († 1993)
- 8 marzo - Afonsinho, calciatore brasiliano († 1997)
- 8 marzo - Luis Arrieta, calciatore argentino († 1972)
- 8 marzo - Jacob B. Bakema, architetto olandese († 1981)
- 8 marzo - Elsa Ehrich, militare tedesca († 1948)
- 8 marzo - Priscilla Lawson, attrice statunitense († 1958)
- 8 marzo - Hans Niclaus, cestista tedesco († 1997)
- 8 marzo - Hazdayi Penso, cestista turco († 1986)
- 8 marzo - Jakov Borisovič Zel'dovič, astronomo e fisico sovietico († 1987)
- 9 marzo - Aldo Casalinuovo, avvocato, giurista e politico italiano († 2000)
- 9 marzo - Alfredo Chighine, pittore e scultore italiano († 1974)
- 9 marzo - Enrico Coturri, medico e storico italiano († 1999)
- 9 marzo - Aleksandr Feklisov, agente segreto sovietico († 2007)
- 9 marzo - Edward Grierson, scrittore britannico († 1975)
- 9 marzo - Arnaldo Tagliatti, pugile e attore italiano († 1992)
- 10 marzo - Ernst Brugger, politico e insegnante svizzero († 1998)
- 10 marzo - Erno Crisa, attore italiano († 1968)
- 10 marzo - Umberto De Feo, cestista italiano
- 10 marzo - Masayasu Maeda, cestista e allenatore di pallacanestro giapponese
- 11 marzo - Bernard Antoinette, calciatore francese († 2008)
- 11 marzo - Erminio Bolzan, pugile italiano († 1993)
- 11 marzo - Élisabeth Boselli, aviatrice e militare francese († 2005)
- 11 marzo - William Lloyd Webber, organista e compositore britannico († 1982)
- 11 marzo - Álvaro del Portillo, vescovo cattolico e ingegnere spagnolo († 1994)
- 12 marzo - Benedetto Calati, monaco cristiano italiano († 2000)
- 12 marzo - Frank Soo, calciatore e allenatore di calcio inglese († 1991)
- 13 marzo - Emanuel Fillola, calciatore uruguaiano
- 13 marzo - Giovanni Lilliu, archeologo e pubblicista italiano († 2012)
- 13 marzo - Conchita Montes, attrice e giornalista spagnola († 1994)
- 13 marzo - Hugo Esteban Porta, calciatore uruguaiano
- 14 marzo - Visarion Aștileanu, presbitero e vescovo ortodosso romeno († 1984)
- 14 marzo - Vittorio Badini Confalonieri, avvocato e politico italiano († 1993)
- 14 marzo - Ed Dancker, cestista statunitense († 1991)
- 14 marzo - Jiang Qing, politica cinese († 1991)
- 14 marzo - Sadik Kaceli, pittore e scultore albanese († 2000)
- 14 marzo - Fiorenzo Marini, schermidore italiano († 1991)
- 14 marzo - Abdias do Nascimento, politico e artista brasiliano († 2011)
- 14 marzo - Lee Petty, pilota automobilistico statunitense († 2000)
- 14 marzo - Vincenzo Pinton, schermidore italiano († 1980)
- 14 marzo - Robert Pete Williams, musicista statunitense († 1980)
- 14 marzo - Carolina Maria de Jesus, scrittrice, poetessa e compositrice brasiliana († 1977)
- 15 marzo - Aniello Dellacroce, mafioso statunitense († 1985)
- 15 marzo - Gil Elvgren, illustratore e pittore statunitense († 1980)
- 15 marzo - Ettore Geri, attore italiano († 2003)
- 15 marzo - Paul Nowak, cestista statunitense († 1982)
- 15 marzo - Hubertus Tellenbach, psichiatra tedesco († 1994)
- 16 marzo - Federico Roncarolo, calciatore italiano († 1986)
- 17 marzo - Sammy Baugh, giocatore di football americano statunitense († 2008)
- 17 marzo - Juan Carlos Onganía, generale e politico argentino († 1995)
- 17 marzo - Giuseppe Perugini, architetto argentino († 1995)
- 17 marzo - Maria Gabriella Sagheddu, religiosa italiana († 1939)
- 17 marzo - James Duncan Smith, militare canadese († 1941)
- 18 marzo - Judith Arlen, attrice e cantante statunitense († 1968)
- 18 marzo - Augusto Carvacho, cestista cileno († 2006)
- 18 marzo - Ernesto Augusto di Hannover, tedesco († 1987)
- 18 marzo - Luisa Ferida, attrice italiana († 1945)
- 18 marzo - Jan Kelderman, pittore olandese († 1990)
- 18 marzo - Pasquale Russo, imprenditore, dirigente sportivo e politico italiano († 1990)
- 18 marzo - Giuseppe Turino, calciatore italiano († 1967)
- 19 marzo - Leonidas Alaoglu, matematico canadese († 1981)
- 19 marzo - Jay Berwanger, giocatore di football americano statunitense († 2002)
- 19 marzo - Giacomo Blason, allenatore di calcio e calciatore italiano († 1998)
- 19 marzo - Alberto Cangiano, politico italiano († 1998)
- 19 marzo - Fred Clark, attore statunitense († 1968)
- 19 marzo - Rita Vittadini, ginnasta italiana († 2000)
- 20 marzo - Wendell Corey, attore statunitense († 1968)
- 20 marzo - Crahan Denton, attore statunitense († 1966)
- 20 marzo - Hugo García, pallanuotista uruguaiano
- 20 marzo - Stanley Mason, chimico canadese († 1987)
- 21 marzo - Sutan Anwar, calciatore indonesiano
- 21 marzo - Gino Campese, pianista, compositore e direttore d'orchestra italiano († 1973)
- 21 marzo - Michel Frutoso, calciatore francese († 2003)
- 21 marzo - Nicola Sebastio, scultore e disegnatore italiano († 2005)
- 21 marzo - Hernán Siles Zuazo, politico boliviano († 1996)
- 21 marzo - Paul Tortelier, violoncellista e compositore francese († 1990)
- 22 marzo - Carlo Albini, calciatore italiano († 1976)
- 22 marzo - Alaíde Foppa, poetessa, scrittrice e critica d'arte guatemalteca († 1980)
- 23 marzo - Marcello Craveri, storico delle religioni e biblista italiano († 2002)
- 23 marzo - Hymie Ginsburg, cestista statunitense († 1986)
- 23 marzo - Norman Low, allenatore di calcio e calciatore scozzese († 1994)
- 23 marzo - Max Stiepl, pattinatore di velocità su ghiaccio austriaco († 1992)
- 23 marzo - Bill Thomson, hockeista su ghiaccio canadese († 1993)
- 23 marzo - Osvaldo Trebbi, calciatore italiano († 1977)
- 24 marzo - Krystyna Krahelska, poetessa e etnografa polacca († 1944)
- 25 marzo - Silvano Baresi, politico italiano († 1991)
- 25 marzo - Gastone Boni, calciatore e allenatore di calcio italiano († 2004)
- 25 marzo - Norman Borlaug, agronomo e ambientalista statunitense († 2001)
- 25 marzo - Daan Kagchelland, velista olandese († 1998)
- 25 marzo - Willy Kern, ciclista su strada svizzero († 1990)
- 25 marzo - Elly Niebuhr, fotografa austriaca († 2013)
- 25 marzo - Marthe Robert, critica letteraria, saggista e traduttrice francese († 1996)
- 26 marzo - Tomás Vaquero, vescovo cattolico brasiliano († 1992)
- 26 marzo - William Westmoreland, generale statunitense († 2005)
- 27 marzo - Erminio Asin, calciatore italiano († 1986)
- 27 marzo - Lando Bartoli, architetto italiano († 2002)
- 27 marzo - Ermanno Bazzocchi, ingegnere, dirigente d'azienda e politico italiano († 2005)
- 27 marzo - Virginio Bonati, calciatore italiano († 1944)
- 27 marzo - Richard Denning, attore statunitense († 1998)
- 27 marzo - Mario Marino, militare e marinaio italiano († 1982)
- 27 marzo - Budd Schulberg, sceneggiatore, scrittore e giornalista statunitense († 2009)
- 27 marzo - Harry Sorensen, cestista statunitense († 1991)
- 27 marzo - Krit Srivara, generale e politico thailandese († 1976)
- 28 marzo - Edward Anhalt, sceneggiatore statunitense († 2000)
- 28 marzo - Giacomo Busiello, calciatore e allenatore di calcio italiano
- 28 marzo - Guido Carli, dirigente pubblico, economista e politico italiano († 1993)
- 28 marzo - Bohumil Hrabal, scrittore ceco († 1997)
- 28 marzo - Eduardo Kapstein, cestista cileno († 1997)
- 28 marzo - Edmund Muskie, politico statunitense († 1996)
- 28 marzo - Clara Petrella, soprano italiano († 1987)
- 28 marzo - Everett Ruess, poeta e scrittore statunitense
- 28 marzo - Boris Andreevič Sacharov, ingegnere e compositore di scacchi russo († 1973)
- 28 marzo - Ettore Spora, politico italiano († 1990)
- 29 marzo - Kenneth Craik, psicologo scozzese († 1945)
- 29 marzo - Mario Girolamo Fracastoro, astronomo e fisico italiano († 1994)
- 29 marzo - Fulvio Montini, ciclista su strada italiano († 2003)
- 30 marzo - Charles Patrick Green, bobbista britannico († 1999)
- 30 marzo - Richard Kubus, calciatore tedesco († 1987)
- 30 marzo - Takimi Wakayama, pallanuotista giapponese († 1941)
- 30 marzo - Sonny Boy Williamson I, musicista statunitense († 1948)
- 31 marzo - Mario Codermatz, militare italiano († 1941)
- 31 marzo - Aníbal Filiberti, pallanuotista argentino († 1998)
- 31 marzo - Octavio Paz, poeta, scrittore e saggista messicano († 1998)
- 31 marzo - Joe Rantz, canottiere statunitense († 2007)
- 31 marzo - André Simonyi, calciatore francese († 2002)
- 31 marzo - Efisio Zanda Loy, prefetto italiano († 2003)